# Tomb Raider: Curse of the Sword
Tomb Raider: Curse of the Sword is het tweede 2D spel in een serie van computerspellen gepubliceerd door Eidos Interactive en ontwikkeld door Core Design, waarin de avonturen van vrouwelijke archeoloog Lara Croft centraal staan. Dit deel werd uitgegeven door Activision voor de Game Boy Color.

## Het verhaal
Lara neemt het op tegen een sekte uit New Orleans om meer te weten te komen over een mysterieus zwaard en haar ziel te redden van de vloek van dit zwaard.
Het spel bestaat uit negen delen.

## Ontvangst
| Beoordeeld door | Jaar | Score |
| --------------- | ---- | ----- |
| Consoles Plus   | 2001 | 88%   |
| Gaming Target   | 2001 | 85%   |
| Jeuxvideo.com   | 2001 | 85%   |
| Super Play      | 2001 | 80%   |
| GameSpot        | 2001 | 71%   |
| Gamezilla       | 2001 | 67%   |